# Saint-Marc-Jaumegarde
Saint-Marc-Jaumegarde je francouzská obec v departementu Bouches-du-Rhône v regionu Provence-Alpes-Côte d'Azur. Nachází se 6 km východně od Aix-en-Provence.

## Vývoj počtu obyvatel
Počet obyvatel